# Cameron Butler
Cameron Butler, född 9 juni 2002, är en kanadensisk professionell ishockeyforward som är kontrakterad till Columbus Blue Jackets i National Hockey League (NHL) och spelar för Cleveland Monsters i American Hockey League (AHL).
Han har tidigare spelat för Peterborough Petes, Niagara Icedogs och Oshawa Generals i Ontario Hockey League (OHL).
Butler blev aldrig NHL-draftad.

## Statistik
| Källa: Utv = Utvisningsminuter Uppdaterad: 2024-04-01 | Källa: Utv = Utvisningsminuter Uppdaterad: 2024-04-01 | Källa: Utv = Utvisningsminuter Uppdaterad: 2024-04-01 |                                           | Grundserie                                | Grundserie                                | Grundserie                                | Grundserie                                | Grundserie                                |                                           | Slutspel                                  | Slutspel                                  | Slutspel                                  | Slutspel                                  | Slutspel                                  |                                           |
| Säsong                                                | Lag                                                   | Liga                                                  | Matcher                                   | Mål                                       | Assists                                   | Poäng                                     | Utv                                       | Matcher                                   | Mål                                       | Assists                                   | Poäng                                     | Utv                                       |                                           |                                           |                                           |
| ----------------------------------------------------- | ----------------------------------------------------- | ----------------------------------------------------- | ----------------------------------------- | ----------------------------------------- | ----------------------------------------- | ----------------------------------------- | ----------------------------------------- | ----------------------------------------- | ----------------------------------------- | ----------------------------------------- | ----------------------------------------- | ----------------------------------------- | ----------------------------------------- | ----------------------------------------- | ----------------------------------------- |
| 2014–2015                                             | Ottawa Jr. 67s U14                                    |                                                       | 3                                         | 4                                         | 2                                         | 6                                         | 2                                         | 4                                         | 0                                         | 1                                         | 1                                         | 4                                         |                                           |                                           |                                           |
| 2015–2016                                             | Ottawa Jr. 67s U14                                    |                                                       | 27                                        | 21                                        | 13                                        | 34                                        | 60                                        | 11                                        | 6                                         | 7                                         | 13                                        | 18                                        |                                           |                                           |                                           |
| 2016–2017                                             | York Simcoe Express U16                               | ETA                                                   | 25                                        | 21                                        | 21                                        | 42                                        | 22                                        | 7                                         | 6                                         | 1                                         | 7                                         | 32                                        |                                           |                                           |                                           |
|                                                       | St. Andrew's College Saints                           |                                                       | 9                                         | 1                                         | 3                                         | 4                                         | 0                                         | —                                         | —                                         | —                                         | —                                         | —                                         |                                           |                                           |                                           |
| 2017–2018                                             | York Simcoe Express U16                               | ETA                                                   | 34                                        | 27                                        | 30                                        | 57                                        | 34                                        | 6                                         | 3                                         | 4                                         | 7                                         | 0                                         |                                           |                                           |                                           |
|                                                       | St. Andrew's College Saints                           |                                                       | 3                                         | 0                                         | 1                                         | 1                                         | 2                                         | —                                         | —                                         | —                                         | —                                         | —                                         |                                           |                                           |                                           |
| 2018–2019                                             | Peterborough Petes                                    | OHL                                                   | 64                                        | 18                                        | 8                                         | 26                                        | 55                                        | —                                         | —                                         | —                                         | —                                         | —                                         |                                           |                                           |                                           |
| 2019–2020                                             | Peterborough Petes                                    | OHL                                                   | 39                                        | 12                                        | 7                                         | 19                                        | 24                                        | —                                         | —                                         | —                                         | —                                         | —                                         |                                           |                                           |                                           |
|                                                       | Niagara Icedogs                                       | OHL                                                   | 27                                        | 6                                         | 7                                         | 13                                        | 21                                        | —                                         | —                                         | —                                         | —                                         | —                                         |                                           |                                           |                                           |
| 2020–2021                                             | Niagara Icedogs                                       | OHL                                                   | Spelade ej på grund av covid-19-pandemin. | Spelade ej på grund av covid-19-pandemin. | Spelade ej på grund av covid-19-pandemin. | Spelade ej på grund av covid-19-pandemin. | Spelade ej på grund av covid-19-pandemin. | Spelade ej på grund av covid-19-pandemin. | Spelade ej på grund av covid-19-pandemin. | Spelade ej på grund av covid-19-pandemin. | Spelade ej på grund av covid-19-pandemin. | Spelade ej på grund av covid-19-pandemin. | Spelade ej på grund av covid-19-pandemin. | Spelade ej på grund av covid-19-pandemin. | Spelade ej på grund av covid-19-pandemin. |
| 2021–2022                                             | Niagara Icedogs                                       | OHL                                                   | 24                                        | 6                                         | 17                                        | 23                                        | 22                                        | —                                         | —                                         | —                                         | —                                         | —                                         |                                           |                                           |                                           |
|                                                       | Oshawa Generals                                       | OHL                                                   | 40                                        | 5                                         | 13                                        | 18                                        | 56                                        | 4                                         | 1                                         | 1                                         | 2                                         | 11                                        |                                           |                                           |                                           |
| 2022–2023                                             | Oshawa Generals                                       | OHL                                                   | 63                                        | 27                                        | 28                                        | 55                                        | 119                                       | 5                                         | 2                                         | 1                                         | 3                                         | 15                                        |                                           |                                           |                                           |
|                                                       | Cleveland Monsters                                    | AHL                                                   | 3                                         | 0                                         | 0                                         | 0                                         | 0                                         | —                                         | —                                         | —                                         | —                                         | —                                         |                                           |                                           |                                           |
| 2023–2024                                             | Columbus Blue Jackets                                 | NHL                                                   | 1                                         | 0                                         | 0                                         | 0                                         | 5                                         | —                                         | —                                         | —                                         | —                                         | —                                         |                                           |                                           |                                           |
|                                                       | Cleveland Monsters                                    | AHL                                                   | 46                                        | 2                                         | 6                                         | 8                                         | 63                                        | —                                         | —                                         | —                                         | —                                         | —                                         |                                           |                                           |                                           |
| NHL totalt                                            | NHL totalt                                            | NHL totalt                                            | 1                                         | 0                                         | 0                                         | 0                                         | 0                                         | —                                         | —                                         | —                                         | —                                         | —                                         |                                           |                                           |                                           |
| AHL totalt                                            | AHL totalt                                            | AHL totalt                                            | 49                                        | 2                                         | 6                                         | 8                                         | 63                                        | —                                         | —                                         | —                                         | —                                         | —                                         |                                           |                                           |                                           |
| OHL totalt                                            | OHL totalt                                            | OHL totalt                                            | 257                                       | 74                                        | 80                                        | 154                                       | 297                                       | 9                                         | 3                                         | 2                                         | 5                                         | 26                                        |                                           |                                           |                                           |